# Клім Едуард Єневич
Едуард Єневич Клім — музичний продюсер, засновник та генеральний директор холдингу Lavina Music.
Народився 30 липня 1968 року у місті Уссурійськ, Далекий Схід. Пізніше переїхав з сім'єю до України, місто Дрогобич. Там закінчив Дрогобицький державний педагогічний інститут ім. Івана Франка.

## Діяльність
1992—1994 рік — вокаліст музичних колективів. Лауреат міжнародних і українських премій. Гастролював країнами Європи: Чехія, Словаччина, Німеччина, Франція, Бельгія і Польща.
1995 рік — креативний директор щорічного бізнес-довідника «Знайомтесь — Діловий Київ».
1996–2000 рік — засновує власне видання — перший Український музичний журнал «Луна».
1997 рік — саунд-продюсер студії «Династія». На цій посаді займається вивченням питання захисту інтелектуальної власності українською мовою. В результаті чого з'являються перші в Україні контракти, що регламентують авторські та суміжні права в умовах піратського ринку.
2000 рік — засновує Національну рекордингову компанію Lavina Music. Перша в Україні компанія, основним видом діяльності якої є створення і продаж легального продукту, за який власникам прав починають виплачуватися роялті. Це виражається в перших преміях за продаж легальних тиражів (зокрема, золоті й платинові диски для Ані Лорак, Океан Ельзи та ін.)
2004 рік — Lavina Music, першою серед локальних лейблів, стає членом IFPI (Міжнародна федерація фонографічної індустрії), яка з 1933 року приймає в свої ряди лише легальних виробників.
2005 рік — Lavina Music нагороджується премією ShowBiz Awards як «Найкраща рекордингова компанія України». На той час компанія працює з такими виконавцями: гурт ВВ, Олег Скрипка, Океан Ельзи, Ані Лорак, Тіна Кароль, Скрябін, Альона Вінницька, Асія Ахат, Ґрін Ґрей, Esthetic Education, Ляпіс Трубецкой.
2006 рік — Lavina Music переростає в український музичний холдинг LAVINA, який складається з п'яти департаментів: Lavina Music, Lavina Distribution, Lavina Concert, Lavina Promotion, Lavina Digital.
2006 рік — засновує компанію Lavina Real Estate.
2007 рік — Холдинг Lavina Music продовжує продюсувати власні проекти: Гайтана, гурт С. К. А. Й., Роман Полонський, а також неординарний гурт KAMON!!! Едуард Клім веде співпрацю з американськими продюсерами та музикантами (Narada Micheal Wolden, Rob Hoffman, Rob Lewis, Chuck Cymone, Eric Daniels etc.)
2009 рік — на Церемонії нагородження «Люди року» за версією чоловічого журналу EGO, Едуард Клім переміг в номінації «Найкращий продюсер».
2009 рік — нагороджений почесною грамотою Міністерства науки і освіти України «За багаторічну сумлінну працю, високий професіоналізм і значні творчі досягнення, особистий вклад у розвиток державної системи правової охорони інтелектуальної власності України».
2010 рік — входить в робочу групу при Кабінеті Міністрів України для роботи над новим законом по авторським і суміжним правам.
2005–2011 рік — член журі національного відбору до міжнародного пісенного конкурсу «Євробачення».
2010–2011 рік — проводить курс лекцій та майстер-класів на тему захисту інтелектуальної власності і боротьби піратством.
2011 рік — продюсер проекту зі створення відео для ФК «Шахтар». Пісня «Шахтар — Чемпіон!» у виконанні української співачки Гайтани стає офіційною піснею цього футбольного клубу, а відеофільм російською та англійською мовами подивились всі футбольні фанати СНД і Європи[джерело?].
2011–2012 рік — займається проблематикою захисту інтелектуальної власності в мережі інтернет. Компанія стає преміум — партнером GOOGLE в Україні. Сумісно з YOUTUBE проводить ряд онлайн трансляцій в мережі Інтернет (Україна вперше провела трансляції на території СНД).
2012 рік — Едуард Клім і народний депутат України Наталія Королевська провели прес-конференцію на тему: «Скандальний перерозподіл українського музичного ринку: в чиїх руках опиниться інтелектуальна власність?». Учасники конференції виступили проти закону, який міг поставити під загрозу захист інтелектуальних прав на території України. — продовжує займатися договорами із закордонними Інтернет компаніями, які не бажають включати Україну до міжнародного Інтернет простору (через піратський ринок). Підписує ряд угод щодо розробки мобільних програм для мультимедійних пристроїв, де повністю захищені всі права виробників.
2013 рік — стає співзасновником компанії «PanoFilms», яка використовує найновішу технологію зйомки 360 градусів — FULLDOM.